# Armand Colin (editorial)
Armand Colin es una casa editorial francesa creada en 1870 por Auguste Armand Colin y que se convirtió, rápidamente, hasta el comienzo del siglo XX, en una referencia para el mundo de la enseñanza.

## Historia
Armand Auguste Colin, su fundador, nació el 31 de agosto de 1842 en Tonnerre. Su padre era librero. Después de viajar durante diez años por las carreteras de Francia como joven representante para los editores Firmin Didot y Delagrave, se instala en el Barrio Latino de París donde continúa con sus estudios en el liceo Sainte Barbe y en el liceo Saint-Louis.
Se consagra a la edición de manuales para escuelas primarias con un estilo cercano a la lengua oral y con muchas ilustraciones. La Première Année de grammaire (El Primero Año de gramática) de 1871 alcanza, al cabo de siete años, el millón de ejemplares publicados. Para la redacción de sus libros escolares, Arman Colin emplea a universitarios que, como él, defienden los valores de la república: Ernest Lavisse redacta el curso de historia (editado de 1876 a 1950), Paul Bert redacta el curso de ciencias naturales, Leyssenne el de matemáticas, y Pierre Foncin elabora el premier atlas escolar. En colaboración con el geógrafo Paul Vidal de La Blache, Colin edita también mapas murales. 
Armand Colin utiliza las leyes escolares de Jules Ferry para desarrollar su casa editorial y se instala en 1877 en la calle de Condé, para después, en 1913, mudarse al 103 del Bulevard Saint-Michel, cerca de la Sorbona. En 1880, edita trabajos destinados a los estudiantes de enseñanza superior, como los 27 volúmenes de la historia de Francia de Ernest Lavisse. En 1881, siempre fiel al espíritu republicano, deja un legado a la ciudad de Tonnerre para recompensar a los alumnos elegidos como los mejores camaradas y no como los más brillantes. Muere en 1900 y es reemplazado en sus funciones por su yerno, Max Leclerc, y los herederos de su socio Lecorbeiller. Cuando este último fallece a su vez en 1932, René Philippon hereda la dirección de la casa editorial y se convierte en presidente del sindicato de libreros (Cercle de la Librairie).
Posteriormente, la editorial diversificó ampliamente sus intereses hasta que, en los años 1980, volvió a su preocupación original: el medio universitario. Entre sus colecciones más renombradas está la colección "U" creada en 1968, la colección "Cursus" y la colección "128". Paralelamente, desarrolla un gran número de publicaciones de historia y de ciencia política para un público letrado mucho más amplio.
Comprada nuevamente por la casa editorial Masson, que se integró en 1994 a la casa editorial Presses de la Cité (Prensas de la Ciudad), es cedida finalmente a Hachette Libra durante la cesión de Vivendi Universal Publishing. En 2014, la casa que compartía sus locales con Larousse, se muda a los locales de Dunod. A partir de ese momento y hasta ahora, las ediciones Armand Colin forman parte de las ediciones Dunod.

## Dirección
- 2008-2013 : Jean-Christophe Tamisier
- 2013 - : Philippe Clémençot

## Autores publicados
- Pierre Bellanger[1]